# Гіролт (Клуж)
Гіролт (рум. Ghirolt) — село у повіті Клуж в Румунії. Входить до складу комуни Алуніш.
Село розташоване на відстані 340 км на північний захід від Бухареста, 32 км на північний схід від Клуж-Напоки.

## Населення
За даними перепису населення 2002 року у селі проживали 463 особи.
Національний склад населення села:
| Національність | Кількість осіб | Відсоток |
| -------------- | -------------- | -------- |
| румуни         | 456            | 98,5%    |
| угорці         | 7              | 1,5%     |

Рідною мовою назвали:
| Мова      | Кількість осіб | Відсоток |
| --------- | -------------- | -------- |
| румунська | 456            | 98,5%    |
| угорська  | 7              | 1,5%     |